# 엔도솜

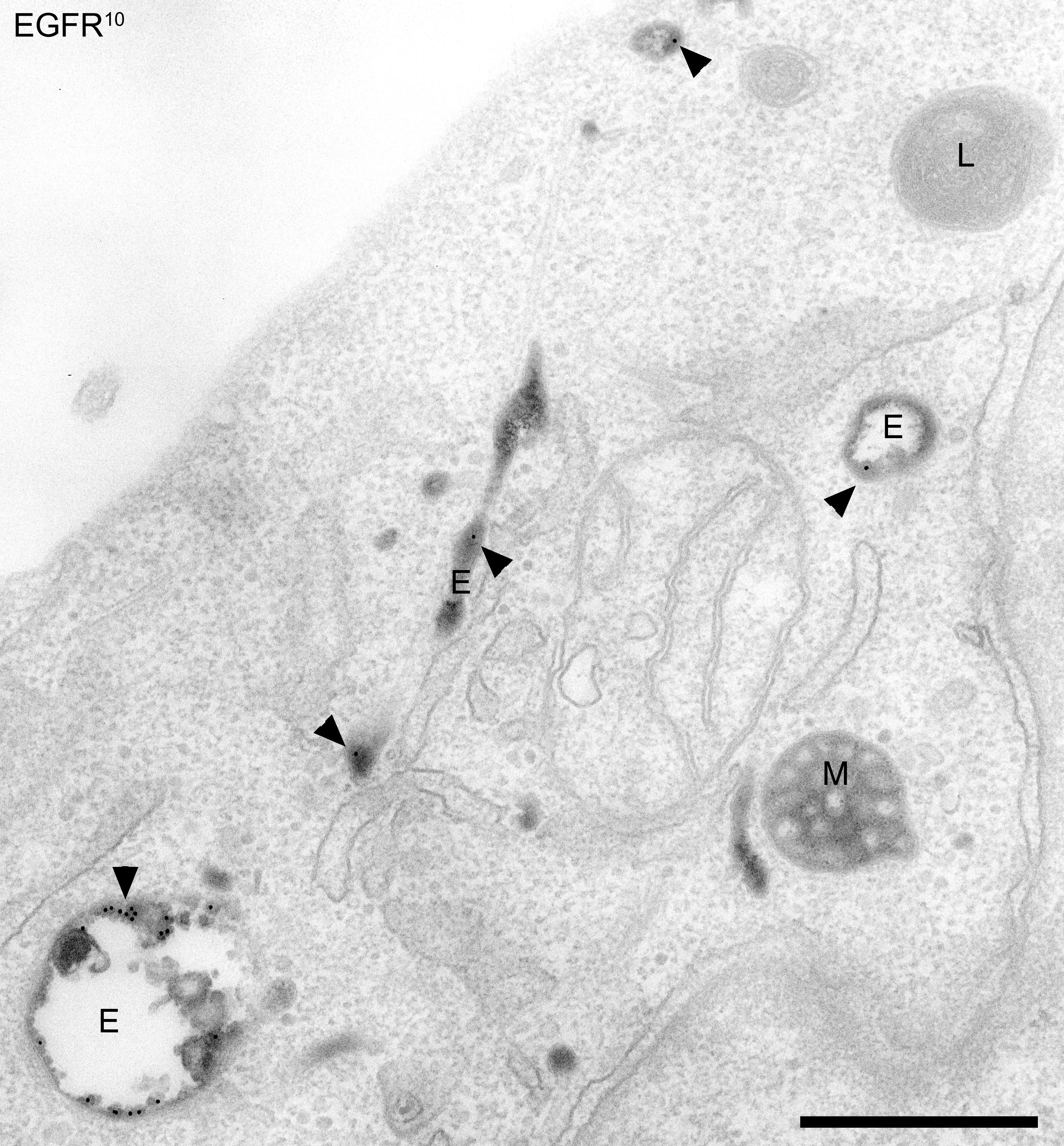
사람의 헬라 세포 엔도솜의 전자현미경 사진. 초기 엔도솜(E), 말기 엔도솜(M)과 리소좀(L)을 볼 수 있다. 막대는 50nm이다.

엔도솜(영어: endosome)은 생물학에서 진핵세포 내부의 막으로 결합된 칸을 말한다. 이는 원형질막으로부터 리소좀으로의 식균작용의 수송로이다. 원형질 막으로부터 내부로 들어온 분자들은 이 경로를 따라 분해를 위해 리소좀으로 가거나 원형질 막으로 되돌아갈 수 있다. 분자들은 또한 골지체로부터 엔도솜으로, 다시 리소좀으로 옮겨지거나 다시 골지체로 돌아간다.. 엔도솜은 다 자라면 지름이 약 500nm가 된다..